# Eustrangalis masatakai
Eustrangalis masatakai là một loài bọ cánh cứng trong họ Cerambycidae.